# トゥバタハ岩礁海中公園
トゥバタハ岩礁海中公園（トゥバタハがんしょうかいちゅうこうえん）は、フィリピン諸島の南西にあるパラワン島の東側のスールー海の中央部にある岩礁と珊瑚礁を保護する目的で設置された海中公園。1993年、フィリピン初のユネスコの世界遺産（自然遺産）に登録され、2009年に登録範囲を拡大し、トゥバタハ岩礁自然公園となった。また、1999年にラムサール条約登録地にもなった。さらに、2017年には、国際海事機関が特別敏感海域に指定した。

## 概要
トゥバタハ岩礁海中公園は、2つの岩礁と大きな珊瑚礁からなる。珊瑚礁は、東南アジア最大ともいわれており、トゲマツミドリイシ、ハリエダミドリイシなどの絶滅危惧種も見られる。一帯の海域はカツオドリ、ヒメクロアジサシ、シロハラグンカンドリなどの鳥類、タイマイ、アオウミガメなどのウミガメ、イタチザメ、シュモクザメ、ネムリブカ、ジンベエザメなどのサメ、メガネモチノウオ、タマカイ、カマス、アジ、マグロ、オニイトマキエイ、クジラ、イルカなど海洋動植物の宝庫でもある。
近年は、ダイナマイトを使用した漁法が行われている。このため、珊瑚礁への破壊が心配されており、環境保全対策が急がれている。
2013年1月18日、アメリカ海軍の掃海艇ガーディアンが公園海域で座礁。乗組員79人全員が僚艦へ退避する事故が発生した。フィリピン政府は、この事故で1,000平方メートルに及びサンゴ礁が損害を受けたと推定している。

## 登録基準
この世界遺産は世界遺産登録基準のうち、以下の条件を満たし、登録された（以下の基準は世界遺産センター公表の登録基準からの翻訳、引用である）。
- (7) ひときわすぐれた自然美及び美的な重要性をもつ最高の自然現象または地域を含むもの。
- (9) 陸上、淡水、沿岸および海洋生態系と動植物群集の進化と発達において進行しつつある重要な生態学的、生物学的プロセスを示す顕著な見本であるもの。
- (10) 生物多様性の本来的保全にとって、もっとも重要かつ意義深い自然生息地を含んでいるもの。これには科学上または保全上の観点から、すぐれて普遍的価値を持つ絶滅の恐れのある種の生息地などが含まれる。